# Rifle (Kolorado)
Rifle – miasto w Stanach Zjednoczonych, w stanie Kolorado, w hrabstwie Garfield.